# Храми Миколаєва

### Християнство

#### Православ'я

##### Православна церква України
- Касперівської ікони Божої Матері кафедральний собор (вул. Садова, 12)
- Свято-Пантелеймонівська церква (вул. 2-а Екіпажна, 4)

##### УПЦМП (РПЦвУ)
- Свято Різдва Богородиці кафедральний собор (вул. Лягіна, 10)
- Свято-Миколаївський собор (вул. Фалєєвська, 4)
- Свято-Духівська церква (вул. Троїцька, 109-а)
- Церква Всіх святих (вул. Степова, 35)
- Свято-Духівська церква (вул. Рильського, 66)
- Церква Князя Михайла Тверського (Варварівка, вул. Світанкова, 1)
- Церква Петра і Павла (Матвіївка, вул. Матвіївська, 8)
- Свято-Успенська церква (Тернівка, вул. Втората, 7)
- Свято-Симеонівський собор (вул. Карпенка, 79)[1]
- Церква Олександра Невського

#### Католицизм
- Костел святого Йосипа (вул. Декабристів, 32)

#### Протестанизм

##### Євангельські християни-баптисти
- Будинок молитви церкви Євангельських християн-баптистів (вул. Степова, 35-6)
- Будинок молитви церкви Євангельських християн-баптистів (пр. Богоявленський, 183-а)

##### П'ятдесятництво
- Будинок молитви християн віри євангельської (вул. Кобера, 3)
- Церква Християн віри евангельскої «Віфанія» (вул. Курортна 1/1)

### Іслам
- Мусульманська громада